# Tufting

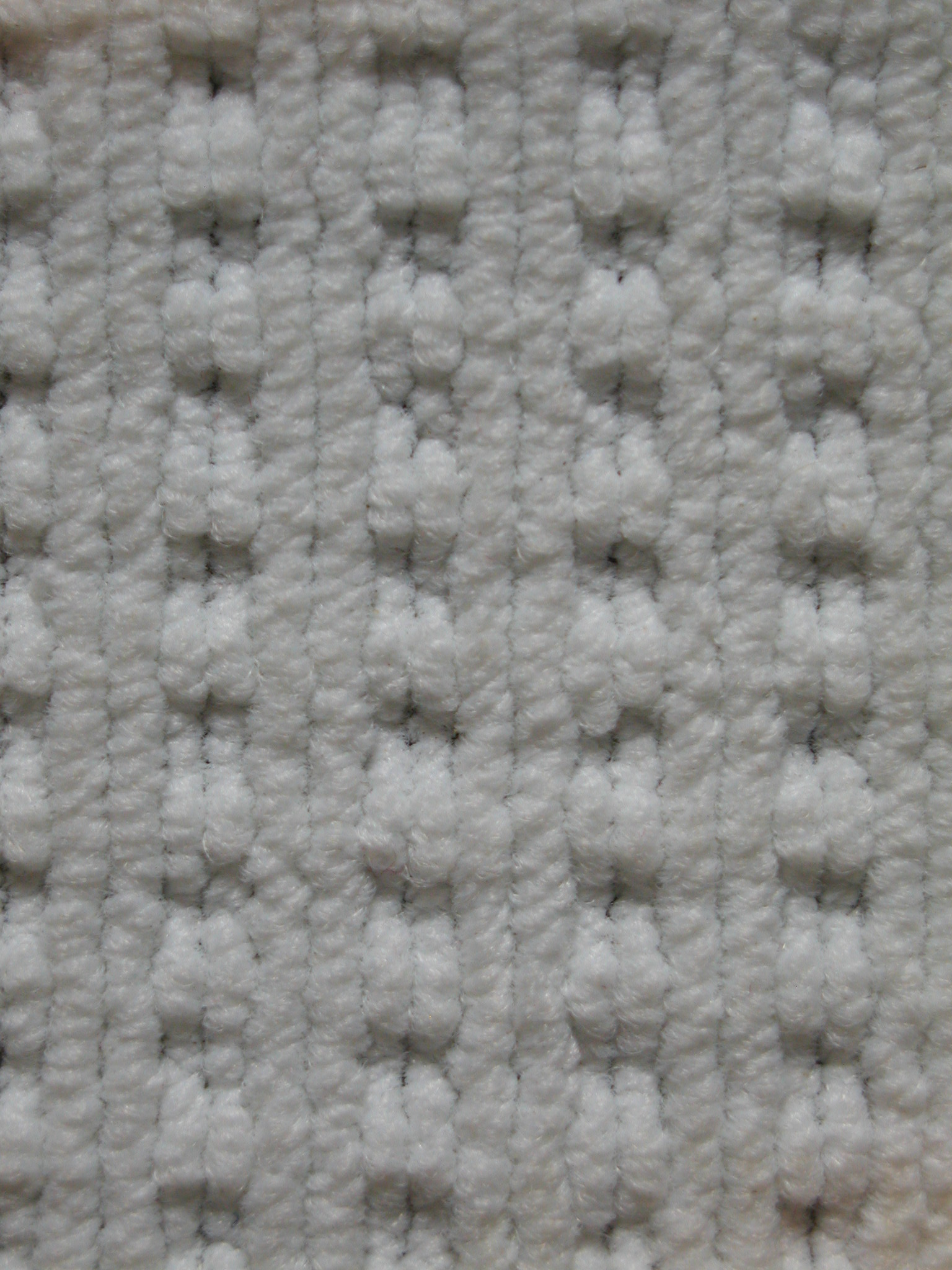
Schlingenware (rohweiss)

Der Begriff Tufting (englisch to tuft ‚mit Büscheln verzieren‘) oder deutsch Tuften bezeichnet eine Technik zur Herstellung textiler Flächen mit einer Polschicht. Es kann als eine Mischtechnik zwischen Nähen und Sticken betrachtet werden. Es ist das weltweit am häufigsten eingesetzte Verfahren zur Herstellung von Teppichböden, hochwertigen automobilen Innen- und Kofferraum-Auskleidungen sowie Kunstrasen. Das Verfahren eignet sich sowohl zur Produktion von Schlingenware als auch von Veloursware.

## Geschichte
Die Anfänge der Handwerkstechnik des Tuftens gehen auf Bauern zurück, die sich im 18. Jahrhundert in Pennsylvania niedergelassen hatten. Sie nutzten sie für die Herstellung von Bettvorlegern und kleinen Teppichen. Von dort breitete sich die Technik im 18. und 19. Jahrhundert immer weiter in Richtung der Südstaaten aus,  wo Siedler die bei selbsthergestellten Kerzen angefallenen unteren Dochtenden abschnitten und mit diesen Garnbüscheln (tufts) die Bettdecken verzierten, verlor aber zunehmend an Bedeutung und verschwand vor dem Bürgerkrieg nahezu vollständig.
Neue Bedeutung erlangte das Tuften ab 1895. In Dalton (Georgia) experimentierte das damals noch junge Mädchen Catherine Evans, später verheiratete Catherine Evans Whitener und arbeitete eine Tagesdecke nach dem Vorbild eines alten, im Familienbesitz befindlichen Erbstücks aus Zeit vor dem Bürgerkrieg. Mit einer Schablone übertrug sie das Muster auf ein ungebleichtes Baumwolltuch und nähte im Bereich der Muster mit einer Nadel dicke Fäden in das Tuch. Die Fäden hatte sie zuvor am Spinnrad ihrer Eltern selbst hergestellt. Nach Abschluss der Näharbeiten durchschnitt sie die aus dem Gewebe herausstehenden Fadenbögen, so dass die durchtrennten Garnbüschel eine samtartige Oberfläche bildeten. Danach wusch sie die Baumwolldecke mehrfach in heißem Wasser, wobei die Fäden durch den Schrumpf der Baumwolle eingeklemmt und fixiert wurden. Schließlich hängte sie das Tuch zum Bleichen und Trocknen auf die Wäscheleine. Dieses von ihr entwickelte Verfahren war der ursprünglichen, vor dem Bürgerkrieg eingesetzten Technik des Tuftens überlegen.
Die zweite getuftete Bettdecke schenkte Cathrine ihrem Bruder zur Hochzeit. Es dauerte nicht lange, bis sie Aufträge zur Produktion weiterer Decken entgegennahm. Das Herstellen einer Decke war jedoch weiterhin mühsam und langwierig. Cathrine verbesserte zwar den Prozess, konnte jedoch der steigenden Nachfrage allein nicht nachkommen. So begann sie immer mehr Frauen in ihrer Umgebung in die Geheimnisse des Stempelns und der Tuftkunst einzuweihen, die dann für sie arbeiteten. Diese Art der Heimarbeit ermöglichte vielen verarmten Landarbeiterinnen das Überleben. Die Nachfrage erhöhte sich immer weiter und die Tagesdecken wurden mit Lastwagen zu immer entfernteren Absatzmärkten transportiert.
Um 1920 stieg der Bedarf nach Tagesdecken drastisch an und konnte mit dem Handtuften nicht mehr gedeckt werden. Es gab erste Ideen, diesen Prozess des Tuftens zu mechanisieren, so auch den Vorschlag, die leistungsfähige Nähmaschine Singer 3115 so anzupassen, dass sie mehrere Nadeln, Haken und Messer aufnehmen konnte. Damit sollte es möglich werden, das Einbringen des Fadens – später auch den Prozess des Zerschneidens der Schlingen – zu automatisieren und mehrere Velours-Reihen gleichzeitig zu erzeugen. Dies war die Voraussetzung einer industriellen Fertigung.
Es gab eine Vielzahl von Leuten, die reklamierten, der Erfinder der Tufting-Maschine zu sein, wobei am häufigsten Glenn Looper genannt wird, der in einem ersten Schritt die Einzel-Nadel-Tufting-Maschine erfand und diese im Jahre 1936 zum Patent anmeldete.
Aus der von den US-amerikanischen Brüdern Albert und Joe Cobble 1937 gegründeten Cobble Brothers Machinery heraus fingen beide Anfang der 1940er Jahre an, ihre eigenen Tufting-Maschinen zu bauen. Die Gebrüder Cobble entwickelten um 1940 in Amerika die erste brauchbare Tuftingmaschine mit einer Breite von 50 Inch (1,27 Metern). Die Nadeln waren über die gesamte Breite des Textils angeordnet, so dass Bettumrandungen oder Badezimmervorlagen deutlich kostengünstiger hergestellt werden konnten. Aufgrund von persönlichen Unstimmigkeiten trennten sich die Brüder und gingen eigene Wege. Der Langzeitkunde von Cobble Brothers George Muse kaufte die Anteile von Albert und meldete mit Joe Cobble im Jahre 1941 das US-Patent Nr. 2335487 an, das als Grundpatent für Mehr-Nadel-Tuftingmaschinen angesehen wird.
Die US-Amerikaner Lewis und Roy Card experimentierten und verbesserten die Tuftingmaschinen immer weiter und meldeten zum Schutz ihrer Entwicklungen über 100 Patente in den USA und im Ausland an.
Die Konstruktion breiter Maschinen und die Entwicklung synthetischer Fasern und Garne steigerte den Markterfolg des Teppichbodens maßgeblich. Heute erfolgt der größte Teil der Teppichproduktion nach dem Tuftingverfahren. Einen großen Anteil an der stetigen Weiterentwicklung der Tuftingindustrie hat der Weltmarktführer für Tuftingmaschinen, die Card-Monroe Corp., die 1981 gegründet wurde und 1982 die ersten Maschinen verkaufte.
In Deutschland wurde 1956 mit der industriellen Fertigung von „Tufting-Erzeugnissen“ begonnen.

## Herstellung

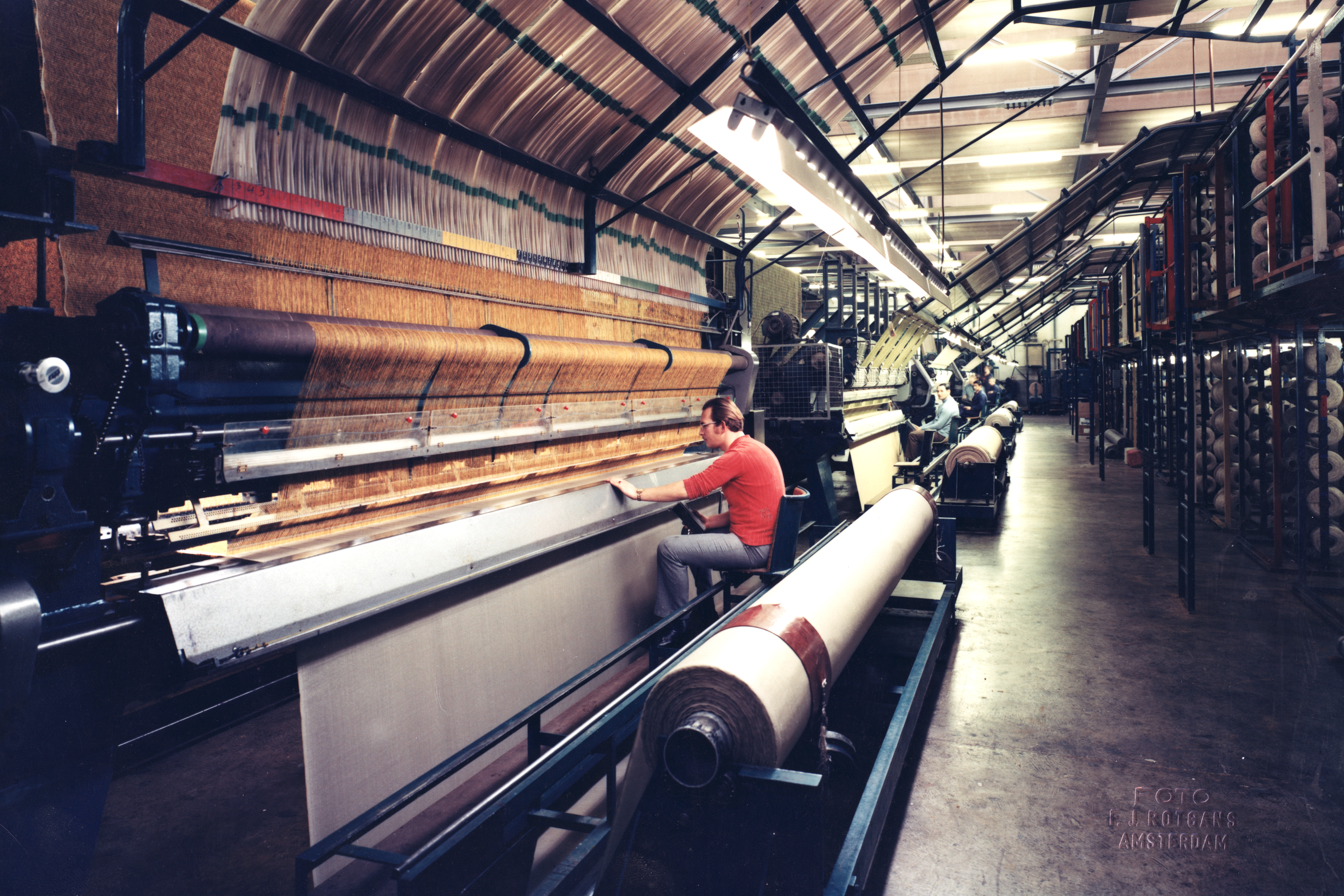
Tufting-Maschine

Tufting funktioniert nach dem Prinzip der Nähmaschine. Öhrnadeln mit eingezogenem Polgarn (Tuftinggarn) durchstechen das Trägermaterial, üblicherweise (Gewebe oder Vliesstoffe), das von einer Liefer- und einer Abzugswalze fortbewegt wird. Die senkrecht stehenden Nadeln sind über die gesamte Breite der Tuftingmaschine in einer  Reihe angeordnet. Die Maschinen können bis fünf Meter breit sein und erreichen Drehzahlen von bis zu 1800 Umdrehungen pro Minute.
Auf der unteren Seite der durchstochenen Trägerschicht werden, bevor die Nadeln wieder zurückgezogen werden, von Greifern die Polfadenschlingen ausgebildet und gleichzeitig die Polhöhe fixiert. Über die Breite der Maschine ist Nadel neben Nadel mit dazugehörigen Greifern angeordnet.  Es entsteht auf diese Weise die Schlingenpolware.

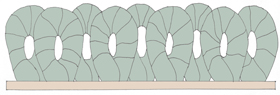
Schlingenflorteppich

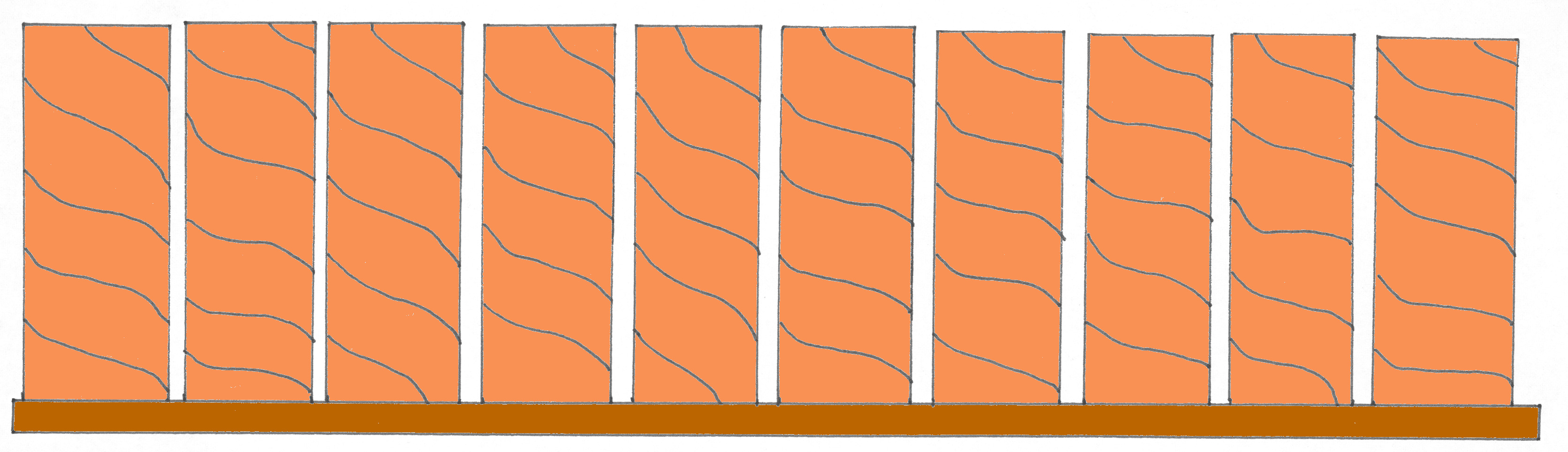
Schnittflorteppich (Velours)

Ist die Tuftingmaschine zusätzlich neben den Greifern noch mit Messern ausgerüstet, können die Schlingen aufgeschnitten werden. Es entsteht eine Schnittflorware (Veloursteppich). Das Messer ist häufig bereits am Greifer befestigt, sodass das Halten und Schneiden des Pols in einem Arbeitsgang erfolgt. Zum Festhalten der Polschlingen oder des Flores wird die Rückseite des Grundmaterials mit einer Kunststoffdispersion oder Latex beschichtet.
Eine häufig verwendete Musterungsmöglichkeit bei Tuftingware ist das Scheren. Hierbei schert ein Rotationsmesser den Flor der Tuftingware, und durch verschiedene Höhen des Flors und den Kontrast von Schlingen und Schnittpolware kann eine Musterung entstehen.

## Qualitätsmerkmale
Für die Qualität sind unter anderem folgende Kriterien wichtig:

### Polnoppenzahl
Die Polnoppenzahl ergibt sich aus der Stichdichte und dem Nadelabstand, also die Menge an Polnoppen pro Quadratmeter. Je höher die Polnoppenzahl, desto hochwertiger ist der Tuftingteppich.
Nadelabstand
Der Abstand der Nadeln zueinander wird in Bruchteilen von Zoll angegeben (Beispiel: 1/10" bedeutet 10 Nadeln pro 2,54 cm, also 2,54 mm Abstand zwischen den Nadeln). Je dichter die Nadeln zusammen sind, desto höher ist die Qualität.
Stichlänge
Der Abstand der Stiche entlang der Länge des Teppichs wird als Stichlänge bezeichnet. Die Zahl der Stiche wird pro 10 Zentimeter angegeben. Sie bestimmt die Anzahl an Schlingen.

### Florhöhe
Die Florhöhe entspricht der Länge der Polfäden bzw. der Polschlingen.

### Gewicht
Das Gesamtgewicht eines Teppichs wird pro Quadratmeter angegeben. Es setzt sich zusammen aus dem Gewicht des Flors, des Rückens und der Verbindungsmasse (Kleber). Das Gesamtgewicht pro Quadratmeter ist aber kein besonders guter Indikator, da ein schwerer Erst- oder Zweitrücken nicht zwangsläufig höhere Qualität bedeuten muss. Man unterscheidet:
Materialeinsatzgewicht
Das Materialeinsatzgewicht bezieht sich auf das Garn und ergibt sich aus der Polnoppenzahl und der Florhöhe.
Polgewicht
Das Polgewicht bezeichnet das Gewicht des Polfadens pro Quadratmeter. Polgewicht bezeichnet die Menge, die nach Fertigstellung verblieben ist. Also Poleinsatzgewicht minus der Abfälle, die beim Schlingen-Aufschneiden oder beim Scheren entstehen.
Poleinsatzgewicht
Das Poleinsatzgewicht bezeichnet die Garn-Menge, die zur Herstellung eingesetzt wurde.

### Garnqualitätsfaktor
Der Garnqualitätsfaktor betrifft die Garnqualität und das Garnmaterial. Polyacrylgarne und Polypropylen sind die minderen Ersatzgarne, Polyamid der bessere Faden, aber auch innerhalb der Sorten gibt es Materialunterschiede, die der Laie und oft auch der Fachmann nicht erkennen kann. Starken Einfluss auf die Qualität des Teppichs nimmt z. B. auch die Drehung eines Garns (die wiederum auf das Gewicht des Teppichs einen Einfluss hat) und ob das verwendete Garn dem Heatsetting-Prozess unterzogen wurde.